# Dudley Pope
Dudley Bernard Egerton Pope (29 décembre 1925 - 25 avril 1997) est un écrivain britannique.
Il est né le 29 décembre 1925 à Ashford dans le Kent. Il réussit à intégrer à l'âge de 14 ans la Home Guard en dissimulant son âge réel. Il rejoint la marine marchande à l'âge de 16 ans en tant qu'Aspirant. Son bateau a été torpillé en 1942 par un U-boot dans le convoi SL125 et il passa deux semaines dans une embarcation de sauvetage avec les quelques autres survivants.

## Liste des œuvres

### Romans et séries

#### Série Ramage
1. 1796 - Ramage (1965)
2. 1797 - Ramage and the Drumbeat (1968)
3. 1797 - Ramage and the Freebooters (1969)
4. 1797 - Governor Ramage RN (1973)
5. 1798 - Ramage's Prize (1974)
6. 1801 - Ramage and the Guillotine (1975)
7. 1804 - Ramage's Diamond (1976)
8. 1799 - Ramage's Mutiny (1977)
9. 1800 - Ramage and the Rebels (1978)
10. 1800 - The Ramage Touch (1979)
11. 1800 - Ramage's Signal (1980)
12. 1802 - Ramage and the Renegades (1981)
13. 1803 - Ramage's Devil (1982)
14. 1803 - Ramage's Trial (1984)
15. 1803 - Ramage's Challenge (1985)
16. 1805 - Ramage at Trafalgar (1986)
17. 1806 - Ramage and the Saracens (1988)
18. 1806 - Ramage and the Dido (1989)

#### Série Yorke
1. Buccaneer (1981)
2. Admiral (1982)
3. Galleon (1986)
4. Corsair (1987)

### Nouvelles
- Convoy (1979)
- Decoy (1983)

### Livres historiques
- (en) Flag 4: The Battle of Coastal Forces in the Mediterranean (1954)
- (en) The Battle of the River Plate (1956)
- (fr) La bataille de la mer de Barents (1958)
- (en) Decision at Trafalgar (1959)
- (en) England Expects (1959)
- (en) The Black Ship (1963)
- (en) Harry Morgan's Way: Biography of Sir Henry Morgan 1635-1688 (1977)
- (en) The Great Gamble: Nelson at Copenhagen (1978)
- (en) Life in Nelson's Navy (1981)
- (en) The Devil Himself:  The Mutiny of 1800 (1988)
- (en) At 12 Mr Byng Was Shot (1962)